# ボーイング A160 ハミングバード
A160 ハミングバード
YMQ-18
YMQ-18（2011年12月22日撮影）
- 用途：マルチロール
- 設計者：フロンティア・システムズ、ファントムワークス、スウィフト・エンジニアリング
- 製造者：ボーイング
- 運用者：アメリカ合衆国軍
- 初飛行：2002年1月29日[1]
- 運用状況：開発中

ボーイング A160 ハミングバード（Boeing A160 Hummingbird）は、当初フロンティア・システムズ、後に同社を買収したボーイングが開発した無人ヘリコプター。アメリカ合衆国軍「YMQ-18」として採用された。

## 開発
A160の開発企業であったフロンティア・システムズはサンディエゴを拠点とする企業であった。同社は、2004年5月にボーイングに買収され、ファントムワークスに吸収された。その後、ボーイング・ディフェンス・スペース・アンド・セキュリティーの一部門、ボーイング・アドバンスト・システムズに吸収されている。

### マーベリック
A160の開発と平行してフロンティア・システムズがテストベッドとしてロビンソン R22を母体に設計したものが、マーベリック（Maverick）である。マーベリックは、アビオニクス、飛行制御システム、ソフトウェアのテストベッドであった。
マーベリックは1998年から開発が開始され、翌年6月には初飛行した。原型となるR22は二人乗りだったが、マーベリックは無人飛行システムが故障した場合の回復に備えるパイロット（セーフティ・パイロット）を一度も載せなかった点が特徴的であり、初飛行の時点から完全に無人だった。2000年に墜落したが、それまでに累計215時間の飛行試験を行っていた。
ソフトウェアとアビオニクスの多くはA160に受け継がれ、A160の飛行開始後も長く運用された。4機がアメリカ合衆国海軍に採用され、L3-WESCAM社製のセンサー等を搭載して運用された  。海軍取得後の運用については、未だ明らかにされていない。
2006年、国防高等研究計画局の援助の元でソフトウェアの完成を見た。さらにボーイングはカリフォルニア大学バークレー校、マサチューセッツ工科大学、ジョージア工科大学の支援を受けてマーベリックの改良を行い、レネゲイド（Renegade）と呼称する改良型を開発した。レネゲイドは、2005年5月26日に初飛行し人間による入力を介さずに様々な飛行・起動を実現した。

### A160

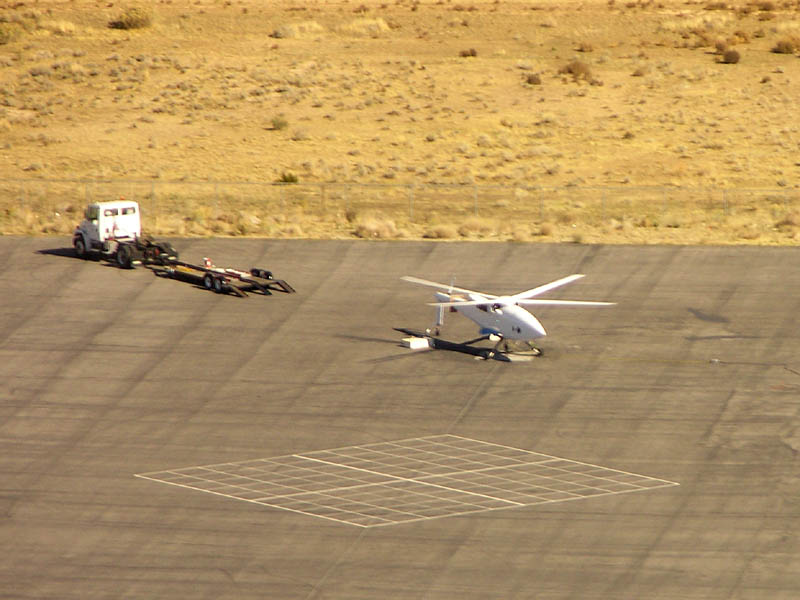
サザンカリフォルニア・ロジスティックス空港にて地上試験中のA160

1998年3月、A160の開発開始に当たって国防高等研究計画局は、30ヶ月の技術デモンストレーション契約をフロンティア・システムズと締結した。
A160最初の試作機は3枚の回転翼を持つ機体であり、2001年12月7日にホバリングデモンストレーションを行い、2002年1月29日に初飛行した。11月には4枚の回転翼を持ち、スバル製4気筒エンジンで駆動する型が飛行した。2003年10月には、4機の発注を獲得した。
3機がフロンティア・システムズにより完成したが、1号機と3号機は墜落により失われている。燃費向上により飛行時間が2倍程になるものとしてKW600ディーゼルエンジンの搭載も検討されたが、完成することは無かった。
フロンティア・システムズ（後にボーイング）は、2003年の国防高等研究計画局・陸軍・海軍による一連の契約を遂行した。2003年9月、国防高等研究計画局は、4機のA160を含む7500万ドルの開発契約をフロンティア・システムズと締結した。
2004年5月、陸軍電子通信司令部はシラキュース・リサーチと1330万ドルの契約を結び、UHFにより森林地帯の群葉を貫通できるリアルタイム目標追跡装置と合成開口レーダーをA160用に発注した。後のフォレスターレーダー（DARPA FORESTER）である。
A160のメインローターブレードは、スパン（長手）方向位置によって剛性と断面形状（翼型）が異なる（一定でない）設計となっている。低円盤荷重かつ高剛性でヒンジレスなメインローターにより、従来のヘリコプターのようにピッチを変化させるだけでなく、飛行速度や高度に応じて、回転数も140 rpmから350 RPMの間で可変とした。これによって、同クラスのヘリコプターよりも低出力すなわち低燃費での飛行を実現している。
2005年8月、「軍用の汎用で冗長性に富み多様な搭載能力を有する垂直離着陸が可能なUAVの評価」として5000万ドルの契約を海軍航空戦センター（Naval Air Warfare Center）の航空機部門から得た。
2007年10月、国防高等研究計画局と630万ドルでA160T（Tは、タービンのT）とARGUS-IS（自律化リアルタイム対地汎用捜索画像システム）の契約が結ばれた。
2010年に入っても開発テストは継続されているが、これまでのテスト飛行では、従来よりも高高度の飛行、より長時間の飛行、より多くの積載量、より高い自律性といった点を実証している。目標は2,500マイル（4,000km）、24時間、高度30,000フィート（9,100m）。飛行は大きく自律化されており、人の手によるリアルタイムの操縦なしに、目標の達成のためにどう飛行すればよいかを航空機が自ら判断し決定する。最高時速140ノット以上。

## 運用

### 飛行テスト
2002年1月29日に4気筒のスバル製エンジンで初飛行、ボーイングによる買収後の初飛行は2004年9月20日である。テストはカリフォルニア州ヴィクターヴィルのサザンカリフォルニア・ロジスティックス空港で行われた。
2005年11月30日、6気筒290kWのガソリンエンジンによる30分間のホバリングに成功した。
ターボシャフトエンジン採用型のA160Tがこれに続き、2007年6月15日に初飛行、2007年9月27日には1,000ポンドを積載して8時間の飛行に成功した。10月12日には500ポンドを積載して12時間飛行し、各種センサーを用いた偵察任務のシミュレーションを行ったが、これは燃料消費量が満載から60%未満で成し遂げている。
2007年12月10日、ヴィクターヴィルのボーイング・アドバンスト・システムズの施設内で飛行テスト中のA160Tが墜落した。ボーイングの調査により、センサーからのデータがフライトコンピュータへ送られなくなったために発生したと結論づけられた。制御システムへのフィードバックループが停止したため、A160は「制御された飛行から逸脱し、ほぼ垂直に地面と衝突した」。科学捜査に適した証拠の多くは墜落後の火災により焼失していた。フィードバックの送信を停止してしまう可能性のある箇所を洗い出し、対処が行われた。飛行試験は中断し、2008年3月26日に再開された。
5月9日、A160Tはアリゾナ州のユマ試験場（Yuma Proving Ground）において、地面効果外でのホバリング (HOGE) のデモンストレーションを行い、国防高等研究計画局の基準である高度15,000フィートを超え、20,000フィートに達した。14日夜には空中給油を行わずに18.7時間の連続飛行を行い、さらに90分以上飛行可能な燃料を残して着陸した。これは、回転翼機としては最長の無給油飛行時間であり、国際航空連盟は2,500kg以下500kg以上の自律飛行UAV部門での公式記録として表彰した。8月にはA160Tによりフォレスターレーダーの試験が開始された。
2009年8月、A160Tはカマン K-MAXと共に海兵隊によって3日連続6時間以下の条件下で積載量6,000ポンドの輸送実証試験に選定された。2010年3月初頭には再補給の実証試験を成功裏に終わらせた。12月、海軍航空システムコマンド（NAVAIR：Naval Air Systems Command）は、2990万ドルで2機のA160Tの調達契約を行った（カマン・エアロスペースも4600万ドルで同様の契約を獲得した）。
2010年7月28日、サザンカリフォルニア・ロジスティックス空港でA160Tが墜落した。これはオートローテーションにより降下し着陸したが、そのまま横転したものである。
2010年8月、ベリーズでジャングルにおける飛行試験を行った。2機が密林におけるフォレスターレーダーの性能試験も行ったが、カヨ郡のセントラルファーム飛行場（Central Farm airfield）で1機が9月4日に墜落したことで中断した。
2012年6月、ARGUS-ISを装備したA160Tがアフガニスタンに展開する予定だった。しかし月初には、技術的・スケジュール的な遅れが継続する可能性を理由にボーイングに作業停止を指示した。費用とリスクが増大し、政府はA160Tに対する興味を失いつつあったのである。その後停止命令は解かれたが開発中の扱いであり、計画中止に近いものである。

## バリエーション
- A160：ピストンエンジン搭載型。初期型はスバル4気筒、後期型は6気筒エンジン。
- A160T：ターボシャフトエンジン搭載型。プラットアンドホイットニー PW207Dを搭載。
- YMQ-18A：アメリカ合衆国軍の型番、2009年4月にA160Tに対して付与[33]。

## 要目
出典: A160T Hummingbird
諸元
- 乗員: 0
- ペイロード: 1,134kg （2,500ポンド）
- 全長: 10.7m （35ft）
- 全高:
- ローター直径: 11m （36ft）
- 翼型: 回転翼
- 最大離陸重量: 2,948kg （6,500lb）
- 動力: プラットアンドホイットニー PW207D[35] ターボシャフト、427kW （572hp）   × 1

性能
- 最大速度:  （165kt）
- 航続距離:  （2,250nm）
- 実用上昇限度: 6,100m （20,000ft）
- *飛行時間：20時間以上